# Кучко Анатолій Андрійович
Анатолій Андрійович Кучко (*15 лютого 1950 р. — †2 січня 1999 р.) — радянський та український вчений біотехнолог, доктор наук, професор, академік Української академії аграрних наук, директор Інституту картоплярства УААН (1989—1999), лауреат Державної премії УРСР у галузі науки і техніки (1984). Вперше в Україні розпочав дослідження з біотехнології картоплі та застосування їх у селекції цієї культури.

## Біографія
Народився на Житомирщині в с. Ємільчине у родині вчителів. Навчався у Слободищанській семирічній школі (1957—1959 рр.), Гришковецькій восьмирічній школі (1959—1965), школі № 6 м. Бердичів. Закінчив з відзнакою агрономічний факультет Житомирського сільськогосподарського інституту за спеціальністю «хмелярство».
1971—1973 — служив у збройних силах СРСР, брав участь у військових діях в країнах Африки.
З 1973 року працює в Українському науково-дослідному інституті картопляного господарства в смт. Немішаєве на посаді молодшого, а з 1980 р. — старшого наукового співробітника.
З 1984 року і до кінця життя — завідує лабораторією клітинної селекції інституту.
1989 року обраний колективом інституту директором УНДІКГ.

## Наукова діяльність
1982 року захистив кандидатську дисертацію «Міжвидова соматична гібридизація у роді Solanum методом злиття ізольованих протопластів» в Інституті фізіології рослин ім. К. А. Тімірязєва АН СРСР. Під керівництвом Анатолія Кучка у лабораторії клітинної селекції шляхом біотехнологічних методів з генетично-селекційною метою розроблено ряд клітинно-інженерних технологій, які використовуються в генетиці і селекції картоплі для створення нових вихідних форм та поліпшення існуючих сортів за окремими господарчо цінними ознаками. Таким методом клітинної інженерії під його керівництвом було створено середньопізній сорт картоплі Ольвія.
За цикл робіт з розробки фундаментальних основ клітинної (генної) інженерії рослин групі вчених А. А. Кучку, В. А. Вітенку, К. М. Ситнику, Ю. Ю. Глєбі, В. Н. Сидорову, І. К. Комарницькому, Р. Г. Бутенко — присуджено Державну премію СРСР у галузі науки і техніки (1984).
1986 року отримав звання старшого наукового співробітника зі спеціальності «фізіологія рослин».
1992 року захистив в Інституті фізіології рослин і генетики Академії наук України докторську дисертацію «Розробка та застосування біотехнологічних методів створення вихідного селекційного матеріалу картоплі», у якій сформулював нову концепцію використання клітинних технологій у селекційному процесі картоплі.
1993 року за досягнення в галузі науки та вищої освіти А. А. Кучка було обрано членом-кореспондентом УААН, а 1995 — дійсним членом (академіком) УААН. У складі колективу авторів (А. А. Кучко, В. М. Мицько, Т. М. Олійник, М. Ю. Власенко) удостоєний 1999 року премії УААН за цикл робіт «Фізіолого-біотехнологічні основи селекції та підвищення продуктивності картоплі».

## Науково-організаційна робота
Очолював науковий центр України «Картоплярство», Координаційно-методичну раду з проблем картоплярства України, був відповідальним редактором міжвідомчого тематичного наукового збірника «Картоплярства», а з 1997 — заступником голови Експертної ради по картопля Державної комісії України з сортовипробування  та охорони прав на сорти рослин.
За ініціативи А. А. Кучка 1993 року в Інституті картоплярства відкрито аспірантуру зі спеціальностей «селекція і насінництво», «рослинництво», «біотехнологія». Під керівництвом Анатолія Кучка захищено одну докторську та три кандидатські дисертації.
Під керівництвом Анатолія Кучка Інститут картоплярства стає потужним науково-дослідним центром. У цей період створено і передано до державного сортовипробування 20 сортів, занесено до реєстру сортів рослин України 16 сортів картоплі (зокрема, Бородянська рожева, Обрій, Слов‘янка, Повінь, Явір, Серпанок, Фантазія). Було налагоджено співпрацю з Інститутами клітинної біології і генетичної інженерії АН України, Білоруським науково-дослідним інститутом захисту рослин, з фірмою BASF (ФРН), фірмою Ціарлінг (США), Інститутом Макса Планка (Німеччина). 1994 року Уряд Німеччини надав діагностичну лабораторію ELISA — комплексну автоматизовану діагностичну лінію з виявлення вірусів картоплі методом імуноферментного аналізу. 1997 року інститут бере участь у проекті Європейської кооперативної програми з генетичних ресурсів сільськогосподарських культур і в результаті до 2000 року проведено паспортизацію 202 сортів картоплі України, Російської Федерації, Республіки Білорусь та ін.

## Громадська діяльність
Обирався депутатом Київської обласної Ради від Бородянського виборчого округу № 15.Працював у постійній комісії з питань освіти, науки, культури, молоді та спорту, а також в комісії з питань агропромислового комплексу.

## Праці
1. Кучко А. А., Олійник Т. М. Сомаклональна мінливість у картоплі. — К.: Довіра, 1998. — 191 с.
2. Кучко А. А., Власенко М. Ю., Мицько В. М. Фізіологія та біохімія картоплі. — К.: Довіра, 1998. — 335 с.
3. Фізіологічні основи формування врожаю і якості картоплі / А. А. Кучко, В. М. Мицько. — К.: Довіра,1997. — 142 с.